# Smaug barbertonensis
Espèce
Synonymes
- Zonurus barbertonensis Van Dam, 1921
- Cordylus warreni barbertonensis (Van Dam, 1921)
- Smaug warreni barbertonensis (Van Dam, 1921)

Smaug barbertonensis est une espèce de sauriens de la famille des Cordylidae.

## Répartition
Cette espèce se rencontre en Afrique du Sud et en Eswatini.

## Étymologie
Son nom d'espèce, composé de barberton et du suffixe latin -ensis, « qui vit dans, qui habite », lui a été donné en référence au lieu de sa découverte, le district de Barberton.

## Publication originale
- Van Dam, 1921 : Descriptions of new species of Zonurus, and notes on the species of Zonurus occurring in the Transvaal. Annals of the Transvaal Museum, vol. 7, no 4, p. 239-243.